# Euastrum insigne
Euastrum insigne là một loài Song tinh tảo trong họ Desmidiaceae, thuộc chi Euastrum.